# Muriceides dubia
Muriceides dubia is een zachte koraalsoort uit de familie Plexauridae. De koraalsoort komt uit het geslacht Muriceides. Muriceides dubia werd in 1910 voor het eerst wetenschappelijk beschreven door Nutting. 